# Бадьян анисовый
Бадьян анисовый, Бадьян японский, или Иллициум анисовый (лат. Illicium anisatum) — вид цветковых растений, входящий в род Бадьян (Illicium) семейства Лимонниковые (Schisandraceae).

## Распространение и экология
В природе ареал вида охватывает Тайвань, Японию и южную часть Корейского полуострова. В России интродуцирован на Черноморское побережье Кавказа, где имеются единичные, кустообразно растущие экземпляры.

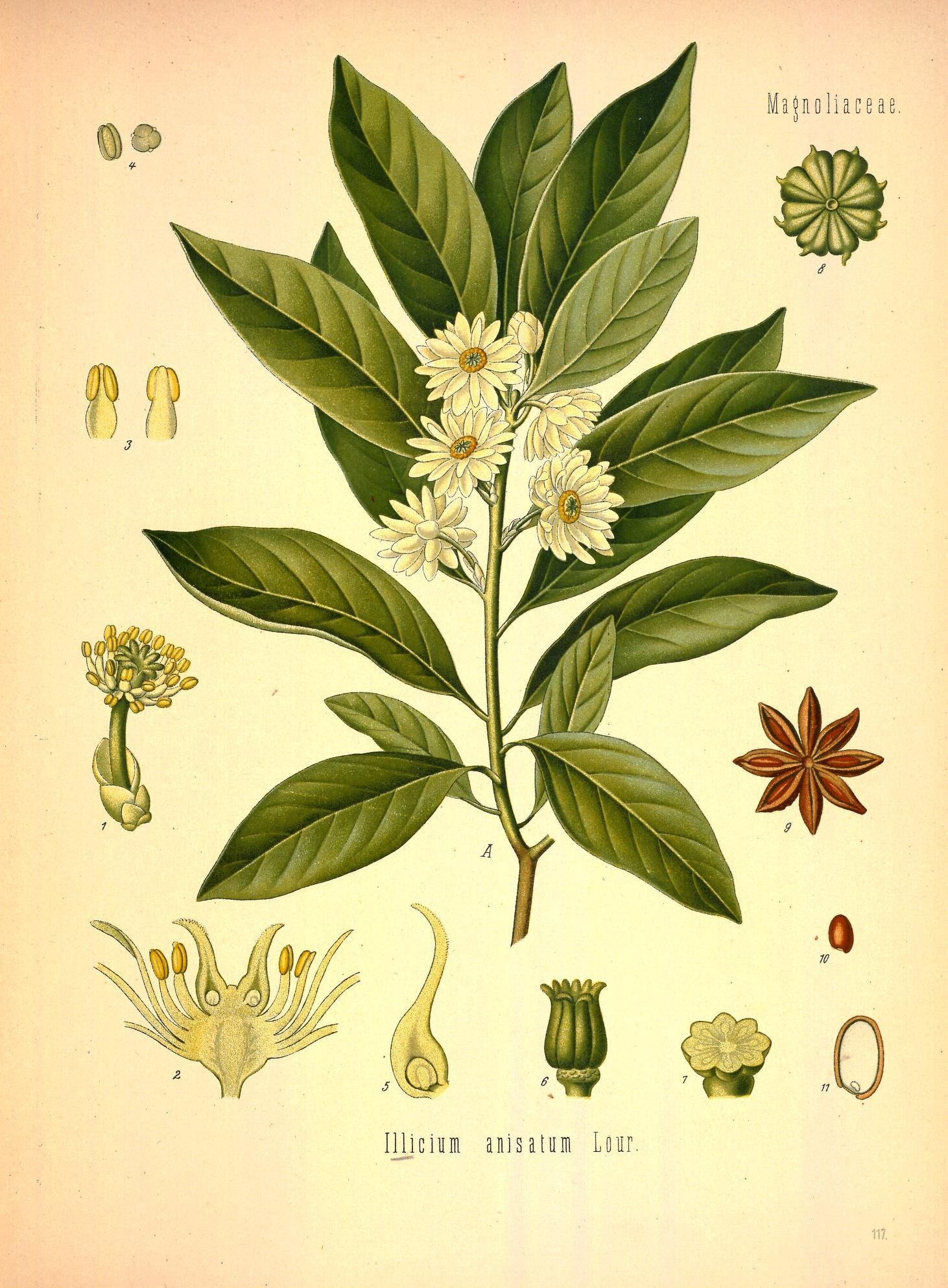

## Ботаническое описание
Дерево высотой около 5—6 м с компактной пирамидальной кроной.
Листья ланцетные, длиной около 4—9 см, шириной 1,2—3 см, сверху блестящие, ярко-зелёные, снизу тусклые; при растирании с ароматом аниса.
Цветки ароматные; околоцветник из 18 долей, из них наружные обратнояйцевидные, внутренние узколанцетные, длиной около 10—22 мм, шириной 3—5 мм.
Плод сборный, звездообразный, состоящий из многих односемянных деревенеющих листовок. Семена твёрдые, блестящие, бурые, длиной 6—7 мм.

## Химический состав
Содержит анизатин, шикимин и сикимитоксин, которые вызывают сильное воспаление почек, мочевыводящих путей и органов пищеварения. Другие соединения, присутствующие в токсичных видах бадьяна — сафрол и эвгенол, которые не содержатся в бадьяне настоящем. Шикими (название бадьяна анисового в Японии, яп. 樒, シキミ) дало своё имя шикимовой кислоте, веществу, также присутствующему в растении.

## Значение и применение
В Японии издревле культивируется как священное растение.
Толчёная смолистая ароматная кора употребляется в Японии и Китае для благовоний и в народной медицине.
В кулинарии плоды растения не используют — в отличие от бадьяна настоящего (Illicium verum), но иногда могут использоваться в чае для придания аромата. В большом количестве они могут вызвать отравление с судорогами и почечной недостаточностью.